# Terminalia australis
Terminalia australis (Cambess.) es una  especie de Sudamérica, perteneciente a la familia Combretaceae.

## Descripción
Son grandes arbustos o árboles, que alcanzan hasta 12 m de altura y 4 dm en diámetro.  Habita la cuenca de los ríos  Paraná y Uruguay, como la Mesopotamia Argentina, Paraguay, Uruguay, y parte del Río de la Plata.
Tiene hojas simples, alternas, lanceoladas, de 3-7 cm de largo,  pecíolo corto. Flores diminutas, verduzcas, unisexuadas; masculinas 10-estambres; femeninas con pistilo de estilo largos. De floración primaveral.  Fruto ovoide, aplanado, 1,5-3 cm de largo, uniseminado, rojizo.

## Hábitat
Es una especie hallada en las selvas en galería a lo largo de las costas de grandes ríos en el noreste de Argentina y países vecinos. 

## Usos
Su madera es finamente texturada, homogénea, moderadamente pesada (densidad relativa = 0,65).  Usada para ornamental, y  trabajos de precisión, como piezas de ajedrez, reglas, botones, etc.

## Taxonomía
Terminalia australis fue descrito por Jacques Cambessèdes y publicado en Fl. Bras. Merid. (A. St.-Hil.). 2. 240, 1830.
Etimología
Terminalia: nombre genérico que deriva su nombre del latín terminus, debido a que sus hojas están muy al final de las ramas.
australis: epíteto latino que significa "del sur".

## Nombre común
Incluye el adjetivo amarillo, por su coloración amarillo ocre de su madera: amarillo, palo amarillo, amarillo del río.